# Districtes de Chhattisgarh

L'estat de Chhattisgarh és a Índia central.

Chhattisgarh, un dels estats de l'Índia, té 18 districtes administratius.
En el moment de la separació de Madhya Pradesh, Chhattisgarh originalment tenia 16 districtes. L'11 maig de 2007 es van crear dos nous districtes, Bijapur i Narayanpur i nou districtes dl' 1 de gener del 2012. Els nous districtes han estat creats per divisió de districtes existents per fer que l'administració sigui més propera al ciutadà. Aquests districtes han rebut el nom de Sukma, Kondagaon, Balod, Bemetara, Baloda Bazar, Gariaband, Mungeli, Surajpur i Balrampur

## Situació
Un districte d'un estat indi és una unitat geogràfica administrativa, encapçalada per un magistrat de districte o un vicecomissari, un funcionari pertanyent al Servei Administratiu Indi. El magistrat de districte o el vicecomissari estan assistits per un cert nombre de funcionaris que pertanyen a les diferents branques dels serveis administratius de l'estat.
Un comissari de Policia, funcionari pertanyent al Servei de Policia Indi té la responsabilitat del manteniment de la llei i l'ordre i assumptes relacionats.

## Història administrativa
Abans d'independència índia, l'actual estat de Chhattisgarh estava dividit entre les Províncies Central i Berar, una província de l'Índia britànica, i un cert nombre d'estats principescos al nord, sud, i a l'est, que formaven part de l'Agència dels Estats Orientals.
La província britànica incloïa la porció central de l'estat, i estava constituïda per tres districtes, Raipur, Bilaspur, i Durg, que compensaven la Divisió de Chhattisgarh de les Províncies Centrals. El districte de Durg es creà el 1906 fora de la porció oriental del districte de Raipur.
La porció del nord de l'estat, que comprèn l'actual Koriya, i els districtes de Surajpur,Surguja, Jashpur i Raigarh, estava dividida entre els sis estats principescos de Chang Bhakar, Jashpur, Koriya, Surajpur, Raigarh, Surguja, i Udaipur. A l'est els estats de Nandgaon, Khairagarh, i Kawardha comprenien parts dels actuals districtes de Rajnandgaon i Kawardha. Al sud, l'estat de Kanker comprenia la porció del nord de l'actual districte de Kanker, i l'estat de Bastar incloïa els actuals districtes de Bastar i Dantewada i la part del sud del districte de Kanker.
Després de la independència de l'Índia, els estats principescos es fusionaren amb les Províncies Centrals i Berar per formar el nou estat de Madhya Pradesh. L'actual Chhattisgarh comprenia set districtes de Madhya Pradesh. Els anteriors estats de Kanker i Bastar formaren el nou districte de Bastar, els estats de Surguja, Korea, i Chang Bhakar formaren el nou districte de Surguja, i els estats de Nandgaon, Khairagarh, i Kawardha formaven el nou districte de Rajnandgaon.
El 1998, els set districtes que constitueixen l'actual Chhattisgarh es reorganitzaren per formar 16 districtes. Els districtes de Dantewada i Kanker se separaren de Bastar; el districte de Dhamtari se separà de Raipur; els districtes de Janjgir-Champa i Korba se separaren de Bilaspur; el districte de Jashpur se separà de Raigarh; el districte de Kawardha es formà amb parts de Bilaspur i Rajnandgaon; els districtes de Koriya i Surajpur se separaren de Surguja; i el districte de Mahasamund se separà de Raipur.
L'1 de novembre, 2000 aquests 16 districtes se separaren de Madhya Pradesh per formar el nou estat de Chhattisgarh. Posteriorment s'afegiren dos districtes nous.

## Districtes de Chattisgarh
Actualment l'estat de Chattisgarh consta de 27 districtes:
| Codi | Districte             | Capital       | Població (2001) | Àrea (km²) | Densitat (/km²) | Web oficial                                                               |
|      | Balod                 | Balod         | -               | -          | -               | -                                                                         |
|      | Baloda Bazar          | Baloda Bazar  | -               | -          | -               | -                                                                         |
|      | Balrampur-Ramanujgang | Balrampur     | -               | 3806.08    | -               | http://balrampur.info/                                                    |
| BA   | Bastar                | Jagdalpur     | 1,302,253       | 14,968     | 87              | http://bastar.nic.in/ Arxivat 2002-04-06 a Wayback Machine.               |
|      | Bemetara              | Bemetara      | -               | -          | -               | http://bemetara.gov.in/                                                   |
|      | Bijapur               | Bijapur       | 229,832         | 6,555      | 39              | http://bijapur.gov.in/                                                    |
| BI   | Bilaspur              | Bilaspur      | 1,993,042       | 8,270      | 241             | http://bilaspur.nic.in/                                                   |
| DA   | Dantewada             | Dantewada     | 719,065         | 17,538     | 59              | http://dantewada.nic.in/                                                  |
| DH   | Dhamtari              | Dhamtari      | 703,569         | 3,383      | 208             | http://dhamtari.nic.in/                                                   |
| DU   | Durg                  | Durg          | 2,801,757       | 8,542      | 328             | http://durg.nic.in/                                                       |
|      | Gariaband             | Gariaband     | -               | -          | -               | -                                                                         |
| JA   | Jashpur               | Jashpur       | 739,780         | 5,825      | 127             | http://jashpur.nic.in/                                                    |
| JC   | Janjgir-Champa        | Naila Janjgir | 1,316,140       | 3,848      | 342             | http://janjgir-champa.nic.in/                                             |
|      | Kondagaon             | Kondagaon     | -               | -          | -               | -                                                                         |
| KB   | Korba                 | Korba         | 1,012,121       | 6,615      | 153             | http://korba.nic.in/ Arxivat 2005-12-11 a Wayback Machine.                |
| KJ   | Koriya                | Baikunthpur   | 585,455         | 6,578      | 89              | http://korea.gov.in/                                                      |
| KK   | Kanker                | Kanker        | 651,333         | 6,513      | 100             | http://kanker.gov.in/                                                     |
| KW   | Kabirdham             | Kawardha      | 584,667         | 4,237      | 138             | http://kawardha.nic.in/                                                   |
| MA   | Mahasamund            | Mahasamund    | 860,176         | 4,779      | 180             | http://mahasamund.nic.in/                                                 |
|      | Mungeli               | Mungeli       | -               | -          | -               | -                                                                         |
|      | Narayanpur            | Narayanpur    | 110,800         | 6,640      | 20              |                                                                           |
| RG   | Raigarh               | Raigarh       | 1,265,084       | 7,068      | 179             | http://raigarh.nic.in/ Arxivat 2005-03-07 a Wayback Machine.              |
| RN   | Rajnandgaon           | Rajnandgaon   | 1,281,811       | 8,062      | 159             | http://rajnandgaon.nic.in/                                                |
| RP   | Raipur                | Raipur        | 3,009,042       | 13,083     | 230             | http://raipur.nic.in/                                                     |
| SJ   | Surajpur              | Surajpur      | 2,570,867       | 15,765     | 125             | http://surajpurdistrict.in/ Arxivat 2012-03-25 a Wayback Machine.         |
| SK   | Sukma                 | Sukma         | 2,49,000        | ---------  | ------          | http://dantewada.gov.in/Sukma.html/ Arxivat 2013-07-27 a Wayback Machine. |
| SU   | Surguja               | Ambikapur     | 1,970,661       | 15,765     | 125             | http://surguja.nic.in/                                                    |

Divisió Bastar:
- Bijapur
- Sukma(nou)
- Dantewada (Dakshin Bastar)
- Bastar (Jagdalpur)
- Kondagaon(nou)
- Narayanpur
- Kanker (Uttar Bastar)

Divisió Durg:
- Kabirdham (Kawardha)
- Rajnandgaon
- Balod(nou)
- Durg
- Bemetara(nou)

Divisió Raipur:
- Dhamtari
- Gariyaband(nou)
- Raipur
- Baloda Bazar(nou)
- Mahasamund

Divisió Bilaspur:
- Bilaspur
- Mungeli(nou)
- Korba
- Janjgir-Champa
- Raigarh

Divisó Surguja:
- Koriya
- Surajpur
- Surguja
- Balrampur(nou dist)
- Jashpur